# Minus One
Minus One (znany również jako Marianne’s Wish) – cypryjski zespół muzyczny, reprezentant Cypru podczas 61. Konkursu Piosenki Eurowizji w 2016 roku. 
Członkami zespołu są Francois Micheletto, Harrys Pari, Constantinos Amerikanos, Antonis Loizides i Chris J.

## Kariera
W 2015 roku zespół startował z utworem „Shine” w cypryjskich eliminacjach do 60. Konkursu Piosenki Eurowizji, jednak ostatecznie zajął trzecie miejsce. 4 listopada 2015 roku ogłoszono, że Minus One został wybrany wewnętrznie przez CyBC na reprezentanta Cypru z utworem „Alter Ego” podczas 61. Konkursu Piosenki Eurowizji w organizowanym w Sztokholmie. 10 maja wystąpił w pierwszym półfinale konkursu i z ósmego miejsca zakwalifikował się do finału. Zajął w nim dwudzieste pierwsze miejsce z 96 punktami na koncie w tym 53 punkty od telewidzów (15. miejsce) i 43 pkt od jurorów (20. miejsce).
W lutym 2016 roku Francois Micheletto wystąpił w piątym sezonie francuskiego programu The Voice: la plus belle voix, gdzie został wybrany do grupy Florenta Pagny.

## Dyskografia
Albumy wydane jako Marianne's Wish
- 2012: Add To Wishlist
- 2014: Mind Your Head